# Леопольд Вайгель

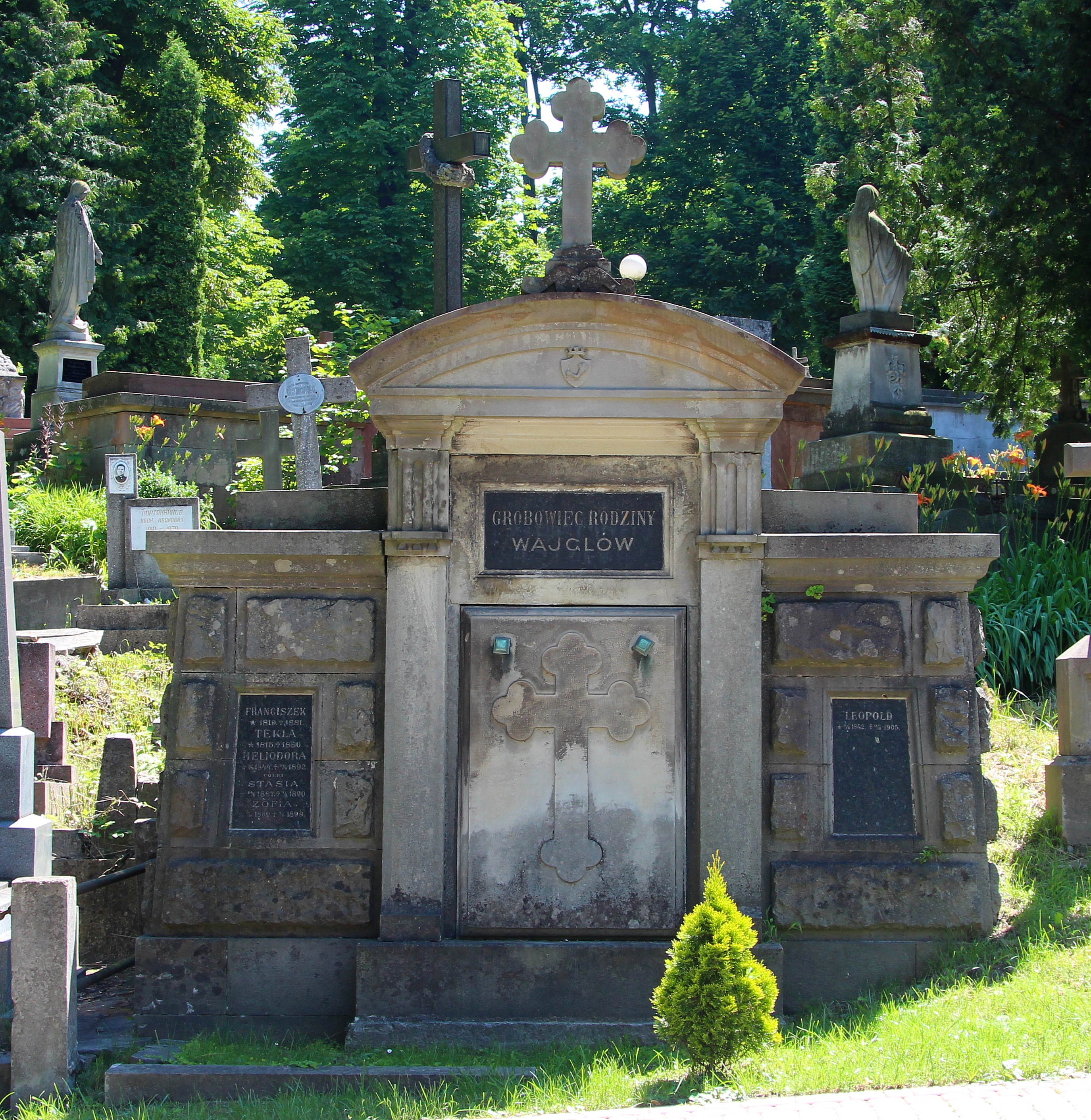

Леопольд Вайгель (також: Waigel, Wajgel, Wajgl і Weigel; 8 лютого 1842, Перемишль — 11 листопада 1906, Львів) — польський педагог, професор гімназії, арахнолог, громадський діяч і туристичний, публіцист, що працював у тогочасній Галичині.

## Життєпис
Леопольд Вайгель навчався в університетських коледжах у Львові та Відні[джерело?]. Потім працював викладачем гімназій: з 1872 по 1887 роки — у Коломиї, де викладав натуральну історію і відзначався жорстоким і зневажливим ставленням до дітей-українців, а особливо, як про це згадував Василь Стефаник, — до селянських дітей. Через це був переведений до Львова у Другу (німецьку) гімназію.
Близько 1870 року він одружився з Геліодорою Новогродською. У родині народився син Евгеніуш (1873—1944) — лікар та ветеринар, професор Варшавського університету.

## Наукові дослідження
Леопольд Вайгель був вченим-зоологом. Але найбільше він цікавився павукоподібними. Він з дослідженнями пройшов всю тогочасну Галичину. На основі зразків, наданих Владиславом Кульчинським, підготував одні з перших списків павукоподібних Татр (у тому числі павуків і косариків): Список павуків («Доповідь фізіографічної комісії», 1867, 1868), Павукоподібні Галичини (Arachnoidea Halicjae) (Коломия, 1874).
Різноманіття галицької фауни (включаючи і татранської) вчений представив у роботі. Grundzüge der zoogeographischen Verhältnisse Galiziens (Львів, 1895). Він був також автором статті Про фауну могил людських (1889). Крім того, Леопольд Вайгель надрукував багато статей у наукових і науково-популярних часописах на різні теми природознавства (зокрема, в журналі «Натураліст», який виходив у 1871—1872 роках), а також географічні та етнографічні (зокрема, в «Щоденнику Татранського Товариства»). Найбільше у статтях аналізувались теми про Чорногора і Татри. У 1877 році опублікував Нарис міста Коломиї, в якому крім історії самого міста він представив історію Покуття, а також ряд географічних та етнографічних відомостей про Гуцульщину.

## Туристичні та соціальні заходи
Він був активним гірським туристом, членом Татранського Товариства. Під час перебування в Коломиї був одним із засновників (1878) і найбільш активних діячів Коломийського відділення цього товариства, а в період 1878—1887 років — заступником голови. Вже у 1880 році він позначив виготовленими за власний кошт вказівниками шлях від Верховини через Червоний Луг на Говерлу. Це був перший випадок маркування туристичного маршруту в історії польського туризму. У тому ж 1880 році він брав участь в організації великої етнографічної виставки в Коломиї, представляючи культурні досягнення Покуття.
У 1883 р. Леопольд Вайгель опублікував про місто на кафедрі товариства «Чарногорські Татри» у журналі «Турист». Він був також автором туристичного Довідника по Чорногорах та гір Покуття з картою (Львів, 1885). В 1895 році був виключений зі списку членів Коломийської філії Татранського товариств за несплату страхових внесків.
Леопольд Вайгель був одним з перших членів фізіологічної комісії Академії Знань. Був почесним громадянином міста Коломия.
Помер у Львові, похований у родинному гробівці на 59 полі Личаківського цвинтаря.